# Club Deportivo Chivas USA 2014
Questa voce raccoglie le informazioni riguardanti il Club Deportivo Chivas USA nelle competizioni ufficiali della stagione 2014.

## Rosa
| N. |                          | Ruolo | Calciatore           |
| -- | ------------------------ | ----- | -------------------- |
| 1  | Stati Uniti (bandiera)   | P     | Dan Kennedy          |
| 2  | Stati Uniti (bandiera)   | D     | Bobby Burling        |
| 3  | Stati Uniti (bandiera)   | D     | Carlos Bocanegra     |
| 4  | Nuova Zelanda (bandiera) | D     | Tony Lochhead        |
| 5  | Argentina (bandiera)     | C     | Martín Rivero        |
| 6  | Stati Uniti (bandiera)   | C     | Matt Dunn            |
| 7  | Argentina (bandiera)     | C     | Mauro Rosales        |
| 9  | Messico (bandiera)       | A     | Érick Torres         |
| 10 | Messico (bandiera)       | A     | Adolfo Bautista      |
| 11 | Argentina (bandiera)     | A     | Leandro Barrera      |
| 12 | Stati Uniti (bandiera)   | C     | Marco Delgado        |
| 13 | Stati Uniti (bandiera)   | D     | Michael Nwiloh       |
| 15 | Stati Uniti (bandiera)   | C     | Eric Avila           |
| 16 | Stati Uniti (bandiera)   | D     | Andrew Jean-Baptiste |

| N. |                        | Ruolo | Calciatore         |
| -- | ---------------------- | ----- | ------------------ |
| 17 | Stati Uniti (bandiera) | C     | Thomas McNamara    |
| 18 | Stati Uniti (bandiera) | P     | Trevor Spangenberg |
| 19 | Inghilterra (bandiera) | A     | Luke Moore         |
| 20 | Stati Uniti (bandiera) | C     | Carlos Alvarez     |
| 21 | Stati Uniti (bandiera) | A     | Kris Tyrpak        |
| 22 | Stati Uniti (bandiera) | A     | Eriq Zavaleta      |
| 23 | Messico (bandiera)     | D     | Joaquín Velázquez  |
| 24 | Stati Uniti (bandiera) | P     | Patrick McLain     |
| 25 | Stati Uniti (bandiera) | D     | Donny Toia         |
| 26 | Stati Uniti (bandiera) | A     | Matthew Fondy      |
| 28 | Stati Uniti (bandiera) | P     | Tim Melia          |
| 29 | Stati Uniti (bandiera) | D     | Caleb Calvert      |
| 30 | Ecuador (bandiera)     | C     | Oswaldo Minda      |